# Back Beyond
Pour plus de détails, voir Fiche technique et Distribution.
Back Beyond est un court-métrage américain réalisé par Paul Thomas Anderson. Montage de scènes coupées du film The Master, sorti en 2012, Back Beyond est sorti en DVD dans les suppléments de The Master.

## Fiche technique
- Titre : Back Beyond
- Réalisation et scénario : Paul Thomas Anderson
- Directeur de la photographie : Mihai Malaimare Jr.
- Musique : Jonny Greenwood
- Pays :  États-Unis
- Durée : 20 minutes
- Dates de sortie : 
  -  États-Unis : 26 février 2013

## Distribution
- Amy Adams : Peggy Dodd
- Laura Dern : Helen Sullivan
- Philip Seymour Hoffman : Lancaster Dodd
- Rami Malek : Clark
- Joaquin Phoenix : Freddie Quell
- Christopher Evan Welch : John More